# 405
405 (CDV) var ett normalår som började en söndag i den julianska kalendern.

## Händelser

### Okänt datum
- Hieronymus ger ut Vulgata, den latinska översättningen av Bibeln.
- Kejsar Honorius stänger Colosseum.
- Stilicho beordrar att de sibylliniska böckerna skall brännas.
- I Afrika erkänner Augustinus att donatismen är kätteri.
- Det armeniska alfabetet uppfinns av katholikos Isak den store och Mesrob Mashdots.
- Från detta år härrör det första omnämnandet av khitaner i kinesiska krönikor. De vandrar längs gränserna till området Kara-muren och blir del av Donghukonfederationen (Tong-hou).
- Det japanska hovet antar officiellt det kinesiska skriftspråket (omkring detta år).

## Födda
- Ricimer, de facto-härskare över Västrom.
- Salvianus, kristen författare (omkring detta år).

## Avlidna
- 11 november – Arsacius av Tarsus, patriark av Konstantinopel.
- Moses etiopiern, egyptisk munk.
- Theon av Alexandria, den siste ledaren för biblioteket i Alexandria.